# Dominique Boudet
Dominique Boudet est un critique, éditeur, journaliste et conseiller en architecture, né 19 novembre 1938.  

## Parcours
Dominique Boudet suit une formation en droit et en gestion. Il consacre l'essentiel de sa carrière professionnelle au journalisme et à l'architecture. En 1981, il devient rédacteur en chef de l'hebdomadaire français de la construction Le Moniteur. Il deviendra plus tard directeur de rédaction pour le magazine mensuel d'architecture AMC. En 2000 et 2002, il organise le premier Forum des architectes d'Europe à Venise et à Porto. Aujourd'hui, en plus de contribuer à divers magazines d'architecture, Boudet travaille comme consultant en architecture pour des clients publics et privés.
Dominique Boudet est le créateur et organisateur de deux prix français d'architecture, le Prix de la première œuvre et celui de l'Équerre d’argent, qui ont suscité près de 100 dossiers de candidature.
En 1984, Dominique Boudet et sa famille charge OMA du projet de sa maison à Saint-Cloud (4). La construction de la villa, nommée Villa Dall'Ava, a duré neuf ans en raison de l'opposition des voisins. Claude Parent écrit : « Seul dans le circuit, il [Dominique Boudet] paye de sa personne, ne craint pas d’allonger les francs et les euros pour construire à Saint-Cloud sa maison personnelle, la Villa Dall'Ava, projetée par Koolhaas. Résultat: couvert de procès et de constats d'huissiers pour défaut d'esthétique, trouble de l'ordre public, baisse de l'immobilier du fait de son injurieuse présence…, j'en passe et des meilleures. Neuf ans de procédure avant la paix des braves. »
Dominique Boudet s'intéresse aux bâtiments exceptionnels, mais également à la construction du quotidien, comme le développement dynamique de coopératives à Zurich qu'il traite dans son ouvrage, paru en 2017, Nouveaux logements à Zurich, la renaissance des coopératives d’habitat,.

## Principaux ouvrages
- Dominique Boudet, Nouveaux logements à Zurich, la renaissance des coopératives d’habitat, Park Books,  (ISBN 978-3-03860-041-1)
- Dominique Boudet, Liane Lefaivre, Alexander Tzonis, IBOS VITART, Architecture and the City. Works and Projects 1990-2013, Birkhäuser Verlag GmbH, 2013,  (ISBN 978-3-9904356-9-4)

## Expositions
- La construction du quotidien - Expériences coopératives. Une exposition d'architecture collaborative, présentée par le forum d'architectures, Lausanne. Commissaire d'exposition: Martin Lepoutre. Commissaire scientifique invité: Dominique Boudet[7].